# Етваал
Етваал[3Цар. 16:31] е цар на финикийския град Тир, управлявал през 878 – 847 година пр. Хр.
Основният първичен източник за Етваал е Йосиф Флавий, който цитира в „Против Апион“ по-ранния автор Менандър от Ефес. Според него Етваал е жрец на Астарта, който взима властта в Тир, след като убива предишния владетел Фелес, и след като управлява 32 години е наследен от сина си Ваал-Езер II.
По време на своето управление Етваал значително разширява територията на Тир, подчинявайки цяла Финикия до Бейрут на север, както и части от Кипър. Във владенията му попада и град Сидон, като Библията го нарича „сидонски цар“. Той основава град Ботрис по на север, както и колонията Ауза в Либия. Поддържа близки контакти с израилския цар Ахав, за когото жени своята дъщеря Йезавел.